# Eucamptodontopsis
Eucamptodontopsis är ett släkte av bladmossor. Eucamptodontopsis ingår i familjen Dicranaceae.
Kladogram enligt Catalogue of Life:
| Eucamptodontopsis | \| \| Eucamptodontopsis aberrans \| \| \| \| \| \| Eucamptodontopsis brittoniae \| \| \| \| \| \| Eucamptodontopsis mcphersonii \| \| \| \| \| \| Eucamptodontopsis pilifera \| \| \| \| \| \| Eucamptodontopsis tortuosa \| \| \| \| |
|                   | \| \| Eucamptodontopsis aberrans \| \| \| \| \| \| Eucamptodontopsis brittoniae \| \| \| \| \| \| Eucamptodontopsis mcphersonii \| \| \| \| \| \| Eucamptodontopsis pilifera \| \| \| \| \| \| Eucamptodontopsis tortuosa \| \| \| \| |
|                   | Eucamptodontopsis aberrans |
|                   | |
|                   | Eucamptodontopsis brittoniae |
|                   | |
|                   | Eucamptodontopsis mcphersonii |
|                   | |
|                   | Eucamptodontopsis pilifera |
|                   | |
|                   | Eucamptodontopsis tortuosa |
|                   | |